# Chotín
Chotín (bis 1948 slowakisch „Hetín“; ungarisch Hetény) ist eine Gemeinde im Südwesten der Slowakei mit 1385 Einwohnern (Stand 31. Dezember 2024). Sie liegt im Okres Komárno, einem Teil des Nitriansky kraj.

## Geographie

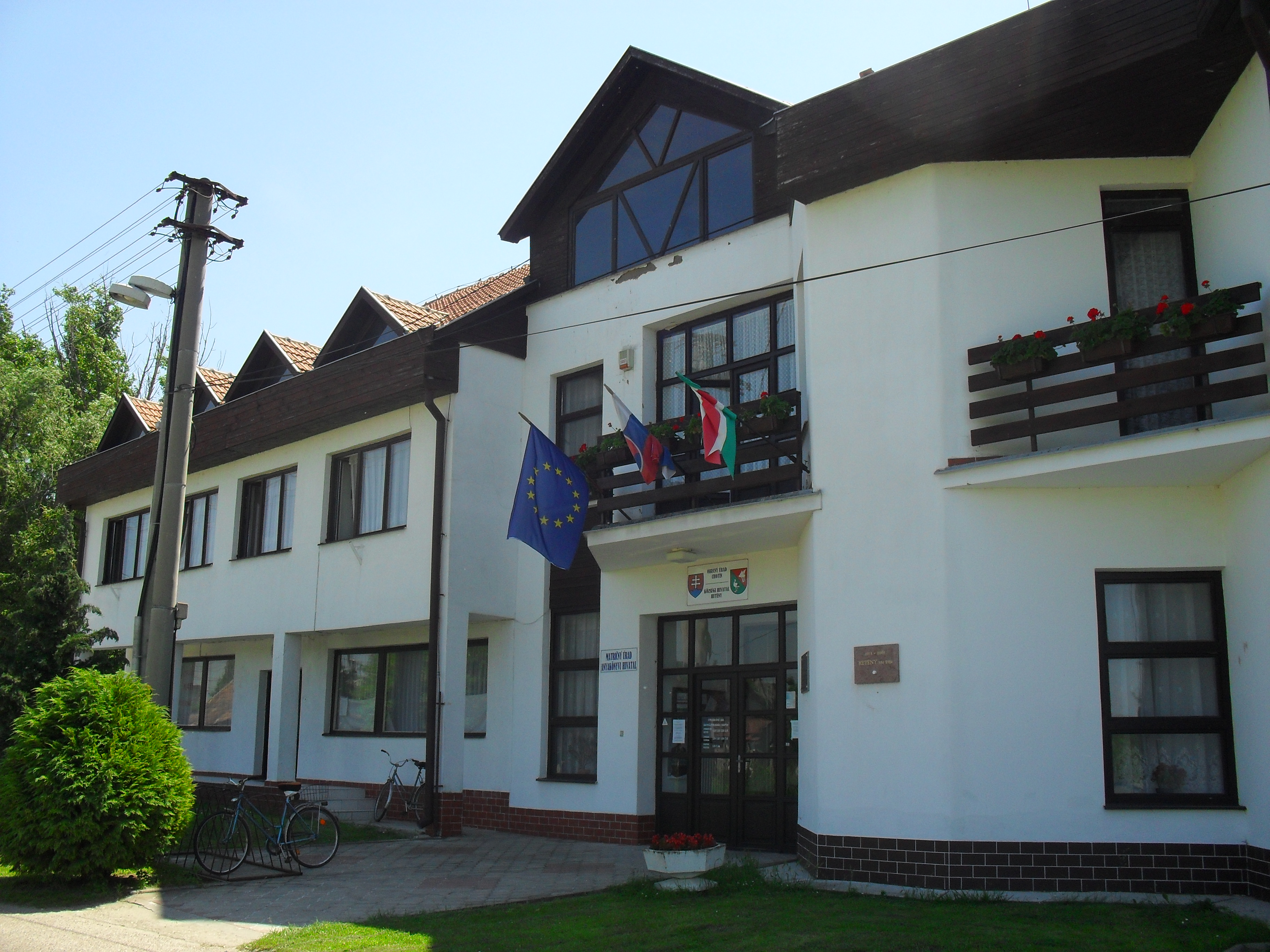
Gemeindeamt von Chotín

Die Gemeinde befindet sich im slowakischen Donautiefland. Das Gemeindegebiet ist weitgehend flach mit einer kleinen Anhöhe, wo Weinbau betrieben wird, und ist von mehreren Kanälen durchgezogen. Das Ortszentrum liegt auf einer Höhe von 109 m n.m. und ist 12 Kilometer von Komárno entfernt.
Westlich des Ortes liegt das seit 1953 geschützte Naturreservat Chotínske piesčiny.
Nachbargemeinden sind Svätý Peter im Norden, Marcelová im Osten, Iža im Süden und Komárno im Südwesten.

## Geschichte

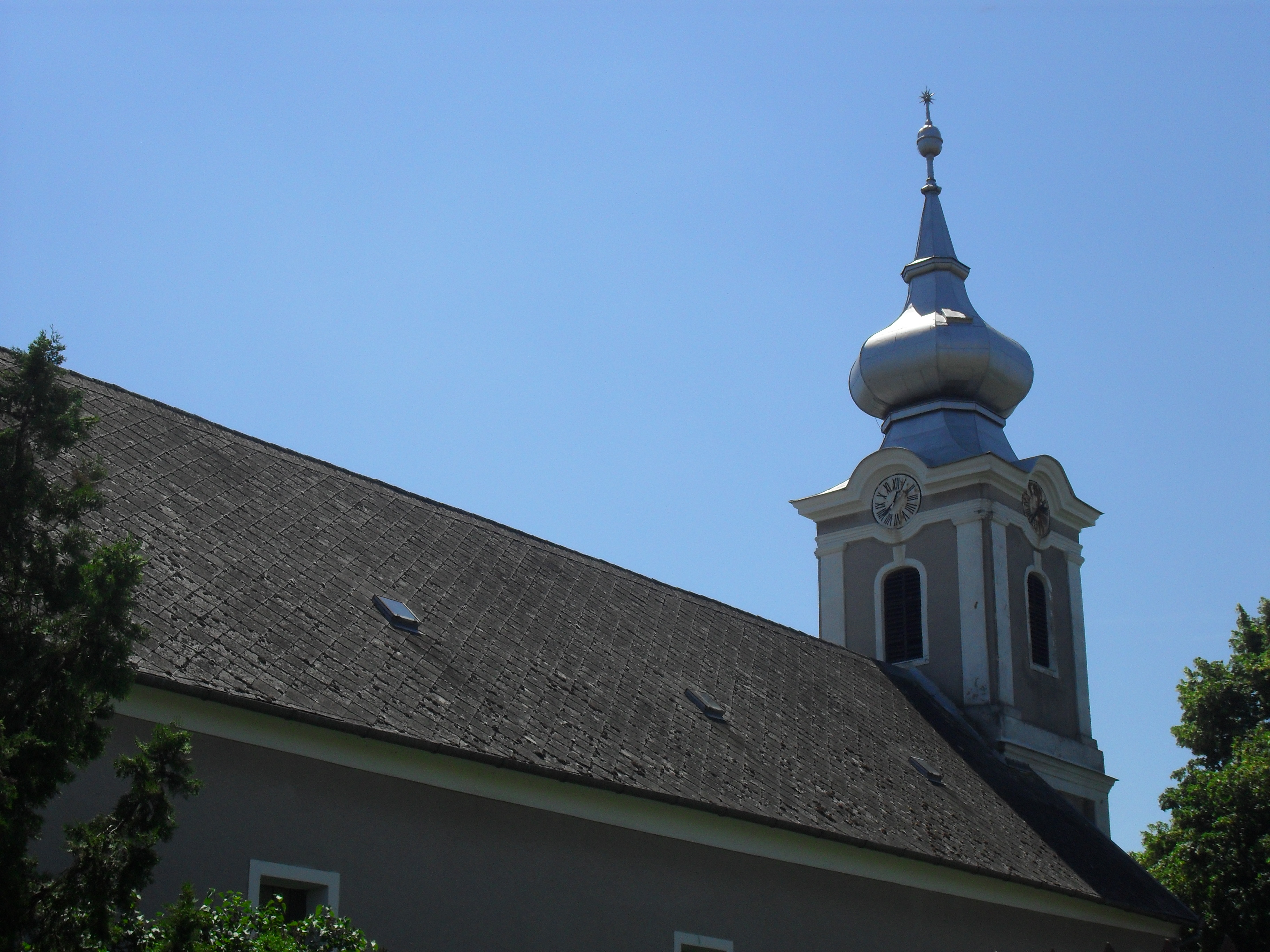
Reformierte Kirche

Das heutige Gemeindegebiet ist seit der frühen Bronzezeit besiedelt. Chotín ist eine bedeutende archäologische Lokalität mit mehreren Siedlungen und Funden aus der Bronzezeit, Hallstattzeit, Latènezeit, römischer Zeit und Zeit des Mährerreichs sowie slawischen und altungarischen Grabstätten.
Der Ort wurde zum ersten Mal 1138 als Vten schriftlich erwähnt. Seit dem 14. Jahrhundert war das Dorf Gut des Erzbistums Gran. Während der langen Türkenkriege wurde das Dorf mehrmals in Mitleidenschaft gezogen und war zeitweise menschenleer; erst Anfang des 18. Jahrhunderts wurde es durch Einwanderer aus den Komitaten Neutra und Bars neu besiedelt. 1828 zählte man 156 Häuser und 959 Einwohner, die in der Landwirtschaft und als Handwerker beschäftigt waren.
Bis 1918/19 gehörte der im Komitat Komorn liegende Ort zum Königreich Ungarn und kam danach zur Tschechoslowakei beziehungsweise heute Slowakei. Infolge des Ersten Wiener Schiedsspruchs war er zwischen 1938 und 1945 noch einmal Teil von Ungarn.

## Bevölkerung
| Jahr                | 1994 | 2004    | 2014    | 2024    |
| ------------------- | ---- | ------- | ------- | ------- |
| Anzahl der Personen | 1468 | 1417    | 1383    | 1385    |
| Unterschied         |      | −3,47 % | −2,39 % | +0,14 % |

| Jahr                | 2023 | 2024    |
| ------------------- | ---- | ------- |
| Anzahl der Personen | 1392 | 1385    |
| Unterschied         |      | −0,50 % |

Gemäß der Volkszählung 2011 wohnten in Chotín 1383 Einwohner, davon 1157 Magyaren, 201 Slowaken, fünf Tschechen und jeweils ein Deutscher und Ukrainer; ein Einwohner gehörte einer anderen Ethnie an. 17 Einwohner machten keine Angabe. 815 Einwohner bekannten sich zur reformierten Kirche, 356 Einwohner zur römisch-katholischen Kirche, 19 Einwohner zur evangelischen Kirche A. B., acht Einwohner zu den Zeugen Jehovas, fünf Einwohner zur evangelisch-methodistischen Kirche, zwei Einwohner zu den Baptisten und jeweils ein Einwohner źur altkatholischen Kirche, zur apostolischen Kirche und zur griechisch-katholischen Kirche; fünf Einwohner bekannten sich zu einer anderen Konfession. 142 Einwohner waren konfessionslos und bei 28 Einwohnern wurde die Konfession nicht ermittelt.

## Bauwerke
- reformierte Kirche im barock-klassizistischen Stil aus dem Jahr 1792

## Verkehr
Chotín liegt nahe einem Abzweig der Straße 2. Ordnung 589 (Chotín–Pribeta–Kolta), die am Westrand der Gemeinde in die Straße 1. Ordnung 64 (Komárno–Nové Zámky) mündet. Ebenfalls am Westrand befindet sich der Bahnhof Chotín der Bahnstrecke Komárom–Nové Zámky.